# Sigma Ophiuchi
Désignations
Sigma Ophiuchi (en abrégé σ Oph) est une étoile de la constellation équatoriale d'Ophiuchus. Elle est visible à l'œil nu avec une magnitude apparente combinée de 4,31. L'étoile présente une parallaxe annuelle de 3,76 mas mesurée par le satellite Gaia, de qui indique qu'elle est distante d'environ 266 pc (∼868 al) de la Terre. Elle se rapproche du Système solaire à une vitesse radiale de −27,3 km/s.
Sigma Ophiuchi est classée comme une étoile géante lumineuse évoluée de type spectral K2II. Alternativement, elle a pu être classée comme une géante ordinaire de type spectral K2III. L'étoile est 5 à 9 fois plus massive que le Soleil, et ses propriétés sont intermédiaires entre celles d'une géante rouge et celles d'une supergéante rouge. Son rayon est approximativement 100 fois plus grand que le rayon solaire, elle est autour de 2 600 fois plus lumineuse que le Soleil et sa température de surface est de 4 130 K. Sigma Ophiuchi est une étoile variable suspectée, avec une variation rapportée entre les magnitudes 4,25 et 4,51.